# Miroslav Poche
Miroslav Poche (* 3. Juni 1978 in Chlumec nad Cidlinou) ist ein tschechischer Politiker der sozialdemokratischen Partei ČSSD.

## Leben
Poche war von 2014 bis 2019 Abgeordneter im Europäischen Parlament. Dort war er Mitglied im Ausschuss für Industrie, Forschung und Energie, in der Delegation für die Beziehungen zur Volksrepublik China und in der Delegation in der Parlamentarischen Versammlung EURO-NEST.
Er wurde von der Europäischen Union ausgewählt, die Delegation zu führen, die die Parlamentswahlen im westafrikanischen Staat Gambia im Jahr 2017 beobachtete.